# Mademoiselle Anne/Coccinella
Mademoiselle Anne/Coccinella è un singolo discografico split dei gruppi Le Mele Verdi e I Cavalieri del Re, pubblicato nel 1984.

## Tracce
1. Le Mele Verdi – Mademoiselle Anne (testo: Mitzi Amoroso – musica: Silvio Pozzoli, Massimo Spinosa)
2. I Cavalieri del Re – Coccinella (testo: Lucio Macchiarella – musica: Vincenzo Gioieni)

## Descrizione

### Lato A
Mademoiselle Anne è un brano musicale inciso da Le Mele Verdi come sigla dell'anime omonimo, scritto da Mitzi Amoroso su musica e arrangiamento di Silvio Pozzoli e Massimo Spinosa.

#### Formazione
- Stefania Mantelli – voce
- Massimo Spinosa – tastiera, basso
- Silvio Pozzoli – chitarra acustica, cori
- Lucio Bardi – chitarra elettrica
- Walter Calloni – batteria
- Le Mele Verdi – cori
- Mitzi Amoroso – direzione cori

Lato B
Coccinella è un brano musicale inciso da I Cavalieri del Re, scritto da Lucio Macchiarella, su musica di Vincenzo Gioieni. È l'unica sigla del gruppo a non essere stata scritta da Riccardo Zara. La voce solista è quella di Guiomar. 